# Візуальний редактор

Програма зліва використовує візуальний редактор для створення документа Lorem ipsum. Програма справа містить LaTeX-код, який при компіляції створить документ, схожий на документ зліва. Компіляція форматованого коду не є процесом WYSIWYG

Візуальний редактор, також вживається назва WYSIWYG (вимовляється [wɪziwɪɡ], є абревіатурою від англ. What You See Is What You Get, «що бачиш, те й отримаєш») — властивість прикладних програм або вебінтерфейсів, в яких вміст відображається в процесі редагування й виглядає максимально близько схожим на кінцеву продукцію, яка може бути друкованим документом, вебсторінкою або презентацією. У наш час для подібних програм також широко використовується поняття «візуальний редактор».

## Історія
До появи технології WYSIWYG для створення складноформатованих документів використовувалися програми, які застосовують мову розмітки. У цих програмах для форматування документа необхідно було вказувати спеціальні коди (теги), невидимі в кінцевому результаті роботи. Теги визначали стиль тексту (жирний, похилий і т. п.), зміни шрифту, розташування тексту та ілюстрацій і т. д..
Першою програмою, що використовує WYSIWYG, вважається текстовий редактор Bravo. Bravo був розроблений в Xerox PARC для комп'ютерів Alto. Програма була розроблена Батлером Лемпсоном, Чарльзом Симоні та ін. у 1974 році. У підсумку Bravo не був випущений на ринок, проте програмне забезпечення комп'ютерів Xerox Star, ймовірно, є прямим нащадком цього редактора.
Паралельно з Bravo, але незалежно від Xerox PARC, Hewlett Packard розробила і випустила в кінці 1978 року першу комерційну програму, яка використовує WYSIWYG — додаток для створення діапозитивів або те, що сьогодні називають презентаційною графікою. Перший реліз програми, названої BRUNO, працював на міні-комп'ютерах HP 1000. BRUNO був портований на HP 3000 і перевиданий як «HP Draw».
У 1970-х та на початку 1980-х років популярним домашнім комп'ютерам не вистачало графічних можливостей, необхідних для відображення WYSIWYG-документів. Такі програми, як правило, використовувалися досить рідко, в основному на потужних робочих станціях, які були занадто дорогими для масового використання. Однак у середині 1980-х років все стало змінюватися. Поліпшення технології дозволило виробляти дешеві графічні дисплеї, і програми з WYSIWYG почали з'являтися на більш дешевих і популярних комп'ютерах, в тому числі LisaWrite для Apple Lisa, випущений в 1983 році, і MacWrite для Apple Macintosh, випущений в 1984 році.

## Етимологія
Фраза була придумана інженером Information International, Inc. (Triple-I) Ларрі Сінклером (Larry Sinclair) щоб передати думку, що те, що користувач бачить на екрані, він отримує на принтері, використовуючи «Page Layout System». «Page Layout System» це система додрукарської підготовки документів вперше показана на ANPS в Лас-Вегасі.
Фраза стала популярною завдяки інформаційному бюлетені під назвою «WYSIWYG». Його авторами були Арлін і Хосе Рамос (Arlene і Jose Ramos). Цей бюлетень був створений для індустрії нових систем додрукарської підготовки, що переходить на електронний формат в кінці 1970-х. Після трьох років публікації бюлетень був проданий співробітникам Стенфордського дослідницького інституту в Каліфорнії.